# Ub Iwerks
Ub Iwerks, właśc. Ubbe Ert Iwwerks (ur. 24 marca 1901 w Kansas City, zm. 7 lipca 1971 w Burbank) – amerykański animator i technik efektów specjalnych, najbardziej znany jako twórca pierwszego wizerunku Myszki Miki.

## Życiorys
Urodził się 24 marca 1901 w Kansas City, był synem niemieckiego fryzjera, który wyemigrował do USA. W wieku 18 lat Iwerks poznał i zaprzyjaźnił się z Waltem Disneyem, pracownikiem Pesman-Rubin Commercial Art Studio w Kansas City. Razem ze wspólnikiem założył przedsiębiorstwo, ale po jej upadku w 1920 obaj przenieśli się do Kansas City Film Ad Company, która produkowała animowane reklamy dla miejscowych kin.
W 1923 Disney założył w Hollywood własne studio animacji, a po roku zaprosił Iwerksa do pracy w nim. Po konflikcie z Charlesem Mintzem, który zagarnął prawa do stworzonego przez Disneya Królika Oswalda i przejął większość personelu, tylko Iwerks pozostał w przedsiębiorstwie Disneya. Zmuszeni do stworzenia nowej postaci, Disney i Iwerks stworzyli Myszkę Miki. Iwerks odpowiadał za narysowanie ostatecznej wersji postaci, a Disney stworzył jedynie wstępny szkic podczas podróży pociągiem. Trzeci film z udziałem tej postaci – Parowiec Willie (1928) – odniósł wielki sukces finansowy.
5 stycznia 1927 ożenił się z Mildred Sarah Henderson, z którą miał dwóch synów: Dona i Dave'a.
Pomimo harmonijnej współpracy z Disneyem, Iwerks starał się stworzyć własne studio, co udało mu się w 1930. W tym czasie nadzorował wprowadzenie wielu postaci na rynek, w tym Żaby Flipa, Winie Whoppera i serii ComiColor Cartoons. Opracował też kilka istotnych zmian w technologii animacji, m.in. filmowanie kilkoma kamerami, co tworzyło na ekranie wrażenie trójwymiarowości. W 1936 zamknął swoje studio, a powodem były słabe scenariusze i brak wyrazistych postaci w tworzonych animacjach, pomimo ich wysokiej wartości warsztatowej.
Po zamknięciu studia kontynuował karierę reżysera w innych studiach. W 1940 powrócił do pracy u Disneya i pozostał u niego aż do śmierci. Otrzymał od Disneya wolną rękę w rozwijaniu strony technologicznej animacji, dzięki czemu opracował wiele udoskonaleń w technice oraz wprowadził na ekran połączenie animacji z grą żywych aktorów (Mary Poppins, 1964). Współpracował także przy tworzeniu wielu atrakcji w parkach rozrywki Disneya w Kalifornii i na Florydzie.
W 1960 i 1965 za swoje osiągnięcia techniczne został wyróżniony Oscarem, a w 1963 otrzymał nominację za efekty specjalne w Ptakach Alfreda Hitchcocka (1963).
Zmarł na zawał serca 7 lipca 1971 roku. Został pochowany na Forest Lawn Memorial Park (Hollywood Hills).

## Literatura dodatkowa
- Neal Gabler: Walt Disney:The Triumph of the American Imagination. New York: Vintage, 2007. ISBN 978-0-679-75747-4. (ang.). Brak numerów stron w książce